# Ashley Joens
Ashley Joens (Cedar Rapids, 16 marzo 2000) è una cestista statunitense, professionista nella WNBA.

## Carriera
È stata selezionata dalle Dallas Wings al secondo giro del Draft WNBA 2023 (19ª scelta assoluta).